# KURA MASTER
Kura Master（クラ マスター）は、2017年からフランスで始まったフランス人ソムリエによるフランス、欧州市場での日本酒の普及を目的にした日本酒コンクール。2021年度コンクールより本格焼酎・泡盛部門を新設。

## 概要
主催はAssociation de Kura Master（所在地：パリ）。
審査委員長は、パリで最も格式と歴史を持つホテル・ド・クリオンのシェフ・ソムリエでもあるグザビエ・チュイザ (Xavier Thuizat)。運営委員長は、フランスでソムリエや日本酒の輸入販売をしている宮川圭一郎。
日本酒全体の約3 %に当たる大吟醸や純米酒の特級クラスの日本酒の輸出が、日本政府の政策も後押して拡大を続けている中、フランスでは2008年からの約9年間で、輸出額が3倍以上、2014〜2017年の3年間で2倍に伸びている。当コンクールは、フランスだけでなく、世界の日本酒の輸出拡大に影響を与えるコンクールとして関係者の信頼を集めている。
第5回目の開催となる2021年度より本格焼酎・泡盛部門を新設し、日本酒コンクールと並んで本格焼酎と泡盛のコンクールを開始する。本格焼酎と泡盛を名称にしたコンクールは世界でも例がなく、過去10年間、約30 %の蒸留酒需要を安定して持ち、コロナ禍でさらにこの市場が拡大している当地で、第3の和製アルコールとして欧州での知名度向上を目指す。同部門の審査委員長には、国家最優秀職人章 (MOF) の資格を持つクリストフ・ダヴォワンヌ (Christophe Davoine) が就任している。

## 審査方法・基準[5]
日本の日本酒コンクールとは異なり、ワイン品評会のテイスティング方法を取り、全てブラインドテイスティングで行われる。ワイングラスを使用し、評価は100点満点の加点方式。
審査基準はフランス人・フランスマーケットに向けて設定されている。
プラチナ賞は100 - 93ポイント、金賞は92 - 80ポイントまで。
プラチナ賞に選出された出品酒の中から、審査委員長がプレジデント賞、審査委員会が各部門の審査員賞を決定する。

## 審査員メンバー
全体の特徴
審査委員長グザビエ・チュイザを筆頭にフランス人を中心としており、国家最優秀職人章 (MOF) の保有者をはじめ、フランスの一流ホテルのトップソムリエやバーマン、専門店またレストラン、ホテル、料理学校など飲食業界の現役従事者で構成。
グザビエ・チュイザ (Xavier Thuizat) – Kura Master審査委員長・日本酒コンクール審査委員長
ブルゴーニュ地方ボーヌ出身。ベルナール・ロワゾー、ムーリス、ピエール・ガルニエールといったミシュラン3つ星レストランでソムリエとしての経験を積む。パレスホテルの一つペニンシュラの改築後のカーヴ創設を行い、ホテル内のレストランのシェフソムリエに就任。2017年夏に新装オープンのパレスホテル、ホテル・ド・クリオンにシェフソムリエとして招致されカーヴを創設。日本酒との出会いは2014年と比較的最近ではあるが、ワインがたどり着けない食材とのマリアージュを見出し，一瞬で恋に落ちた(本人談)。その後日本各地の蔵元を訪ね歩き研究を重ねる。現在はフランス人への日本酒講演会も主催しており、これまでの日本酒に関する活動が認められ2020年酒サムライを叙任した。
「昨今のフランス料理には、健康志向が定着しています。量より、素材の厳選が重視され、美味しくて軽いものが、主流です。そんな中、良質の有機野菜を使ったスープなどには、ワインより日本酒が合わせやすいと実感しています。また、マリネされたものや軽く酸味のあるお料理にも日本酒は、素敵なハーモニーを作り上げます。」と明言している。
パズ・ルバンソン (Paz Levinson) – Kura Master審査委員会 副委員長
アルゼンチン出身。2015年、APAS-ASI アメリカソムリエコンクール優勝。2016年、ASI 世界ソムリエコンクール４位。AAS アルゼンチンソムリエコンクール優勝２回。2018年よりGroupe Picのエグゼクティブシェフソムリエを務める。日本酒に初めて出会った2011年以降日本酒についての研鑽を重ね、VIRTUS、その後現在のGroupe PICにて日本酒とフランス料理とのペアリングを提供している。(www.kuramaster.com)
クリストフ・ダヴォワンヌ (Christophe Davoine) – Kura Master本格焼酎・泡盛コンクール審査委員長
2004年から12年間、優秀なバーマンを教育することで定評のあるパリのディズニーランドグループに勤務。2015年バーマンとして国家最優秀職人章 (MOF) を取得。2016 年リニューアルオープンしたパリの５星ホテル、ペニンシュラホテル・バーの責任者として従事している間にグザビエ・チュイザと出会う。2017年7月、リニューアルしたホテル・ド・クリオンでシェフ・バーマンとして勤務。2018年7月より自身のコンサルタント事務所「Bar Excellence」を立ち上げる。世界のラグジュアリーホテルのバーでコンサルタント、教育、新商品開発などに従事。フランス・バーマン協会役員。

## 推移

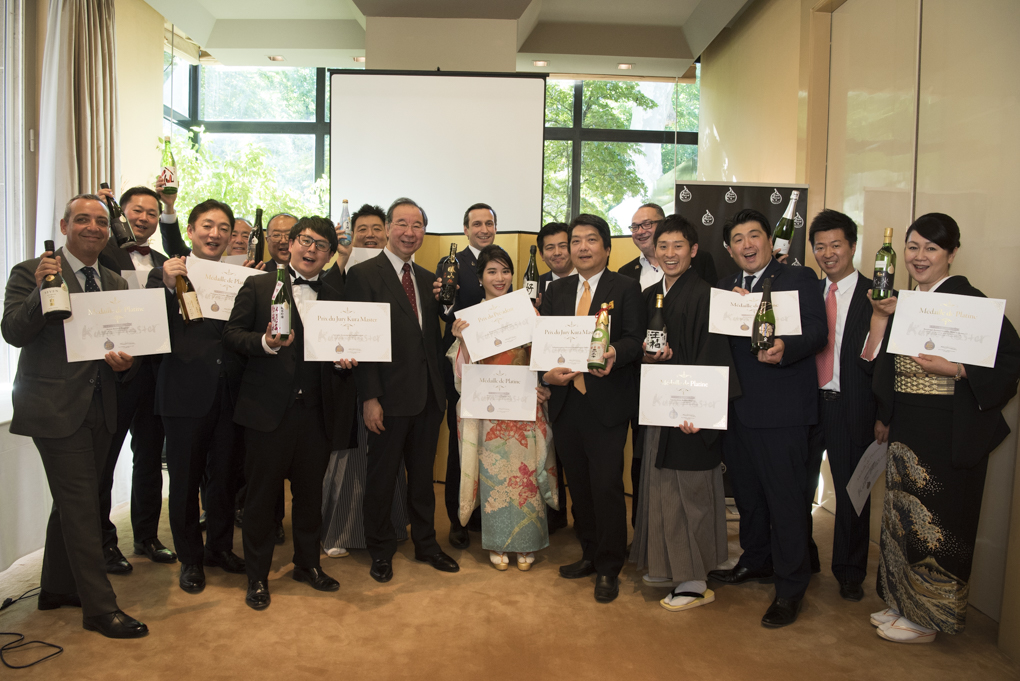
2019年Kura Master Top14受賞蔵元との記念写真（パリOECD大使公邸）

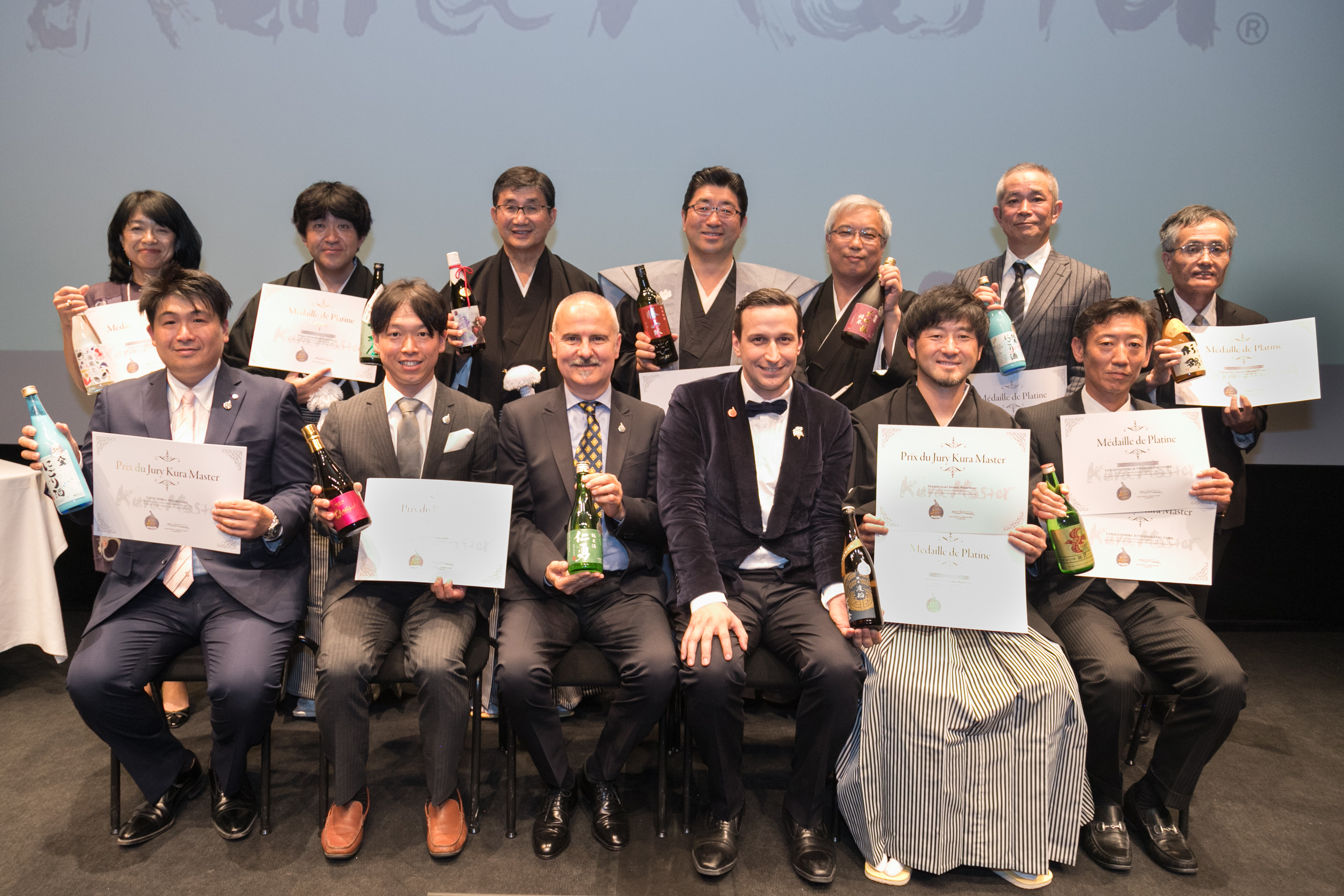
2018年Kura MasterTop12受賞蔵元との記念写真（パリ日本文化会館）あい

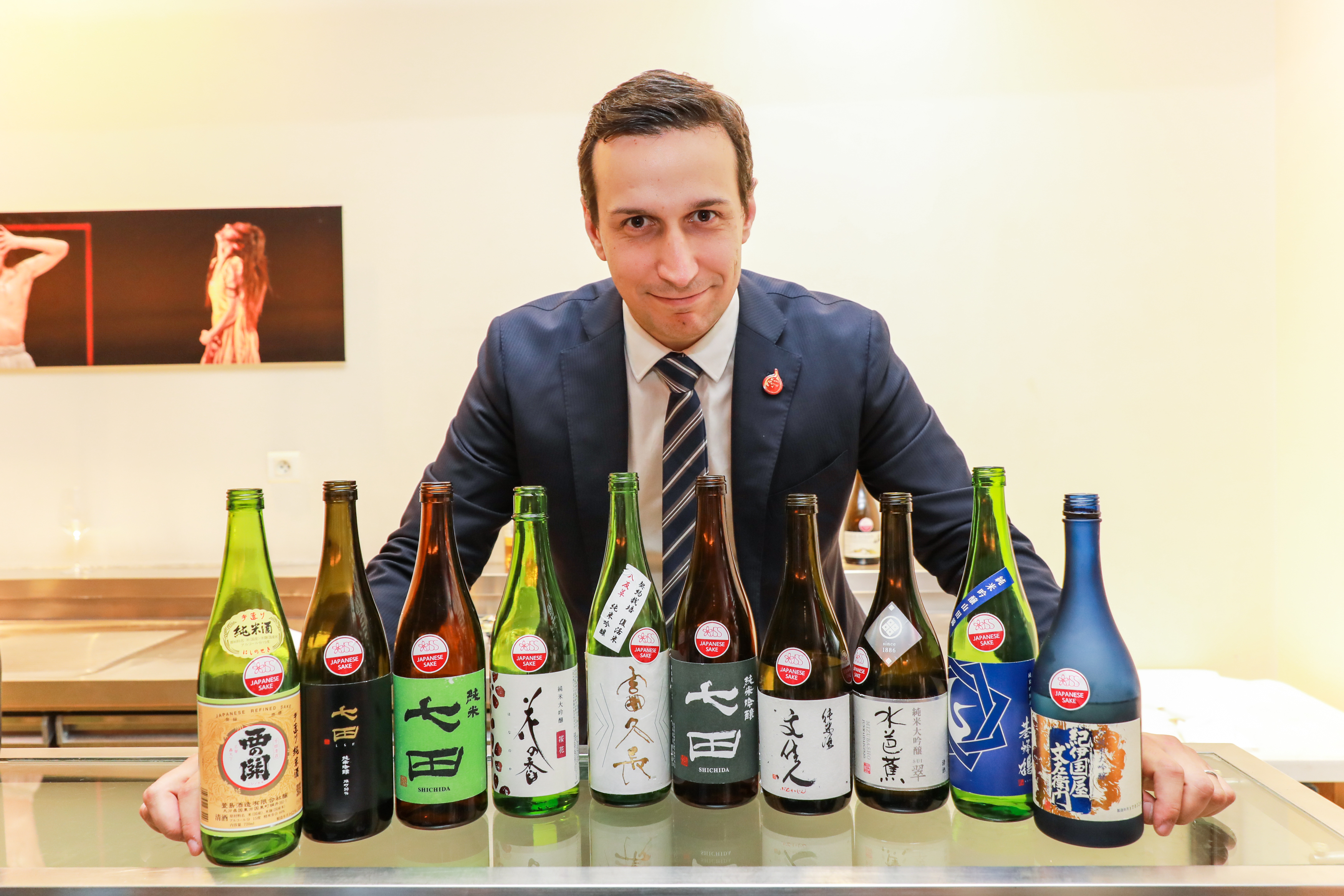
2017年Kura MasterTop10受賞酒とチュイザ審査委員長

第1回コンクール（2017年）2017年2月6日にエントリーの受付を開始し、3月末日終了。仏市場への関心の高さを反映し、日本全国の酒蔵数の約2割に相当する220社から、計550銘柄（当初目標250銘柄）が集まった。カテゴリー別には、純米部門284種類、吟醸部門266種類でこれらのエントリー酒は、6月26日にパリ市内で32名のフランス人トップ・ソムリエ達によって審査され、金賞、プラチナ賞、特別審査委員賞、プレジデント賞が選出された。
第2回コンクール（2018年）第1回から100本多い計650銘柄がエントリーし、2018年5月28日、58名のフランス人ソムリエらによって審査が行われた。第1回と同じく純米大吟醸酒・純米吟醸酒部門、それに加えにごり酒部門を加えた3部門で執り行われた。審査員の面々には最高級5つ星ホテルや2・3つ星レストランで活躍するソムリエたちが多く占め、所属先の星の総数は80超となった。
第3回コンクール（2019年）フランス各地から集まったトップソムリエやバイヤーなどプロ93人が720銘柄の日本酒を審査した。年々、日本酒エントリー数及び、フランス人のトップソムリエを擁する審査員数を集め、国際的に注目される日本酒コンクールとしての成長を見せた。
第4回コンクール（2020年）新型コロナの影響下で延期を余儀なくされた第4回コンクールは、2020年8月31日に感染防止対策徹底の上で審査会を実施。トップソムリエら51名の審査員が参加し、824銘柄の審査が厳正に行われた。授賞式は、引き続き新型コロナウイルス感染症の感染拡大防止および、日本からの渡航が困難であることを鑑み、在仏日本国大使館とKura Masterパリ本部、日本各地の受賞蔵元をオンラインで繋ぐ形でLIVE配信された。
コンクールの結果は、Kura Master公式サイトでも公開されている。

## 受賞酒一覧
| 開催年       | 日本酒/ 本格焼酎・泡盛 | プレジデント賞 | プレジデント賞                            | 審査員賞                | 審査員賞                                          |
| 開催年       | 日本酒/ 本格焼酎・泡盛 | 部門           | 受賞酒                                    | 部門                    | 受賞酒                                            |
| ------------ | ---------------------- | -------------- | ----------------------------------------- | ----------------------- | ------------------------------------------------- |
| 第1回 2017年 | 日本酒                 | 純米酒         | 七田純米吟醸雄町50 （天山酒造）           | 純米 大吟醸             | 花の香 桜花（花の香酒造）                         |
| 第2回 2018年 | 日本酒                 | 純米酒         | ちえびじん 純米酒（中野酒造）             | 純米酒                  | 七本鎗 純米 渡船（冨田酒造）                      |
| 第2回 2018年 | 日本酒                 | 純米酒         | ちえびじん 純米酒（中野酒造）             | 純米 大吟醸             | 山田錦 純米大吟醸 雑賀（九重雑賀）                |
| 第2回 2018年 | 日本酒                 | 純米酒         | ちえびじん 純米酒（中野酒造）             | にごり酒                | 八鹿 にごり酒（八鹿酒造）                         |
| 第3回 2019年 | 日本酒                 | 純米 大吟醸    | 勝山 純米大吟醸 伝 （仙台伊澤家勝山酒造） | 純米酒                  | 臥龍梅 純米吟醸 山田錦（三和酒造）                |
| 第3回 2019年 | 日本酒                 | 純米 大吟醸    | 勝山 純米大吟醸 伝 （仙台伊澤家勝山酒造） | 純米 大吟醸             | 櫻正宗 金稀 純米大吟醸四◯ （櫻正宗）              |
| 第3回 2019年 | 日本酒                 | 純米 大吟醸    | 勝山 純米大吟醸 伝 （仙台伊澤家勝山酒造） | スパークリング Soft     | 吉乃川 酒蔵の淡雪（吉乃川）                       |
| 第3回 2019年 | 日本酒                 | 純米 大吟醸    | 勝山 純米大吟醸 伝 （仙台伊澤家勝山酒造） | スパークリング Standard | スパークリング酒 好（土佐酒造）                   |
| 第4回 2020年 | 日本酒                 | 純米 大吟醸    | 作 智 純米大吟醸滴取り （清水清三郎商店） | 純米酒                  | 超特撰白雪江戸元禄の酒（復刻酒）原酒 （小西酒造） |
| 第4回 2020年 | 日本酒                 | 純米 大吟醸    | 作 智 純米大吟醸滴取り （清水清三郎商店） | 純米 大吟醸             | 千福 純米大吟醸 蔵 （三宅本店）                   |
| 第4回 2020年 | 日本酒                 | 純米 大吟醸    | 作 智 純米大吟醸滴取り （清水清三郎商店） | スパーク リング         | MIZUBASHO PURE （永井酒造）                       |
| 第4回 2020年 | 日本酒                 | 純米 大吟醸    | 作 智 純米大吟醸滴取り （清水清三郎商店） | 山田錦                  | 戦勝政宗 純米大吟醸 竹に雀 （仙台伊澤家勝山酒造） |
| 第4回 2020年 | 日本酒                 | 純米 大吟醸    | 作 智 純米大吟醸滴取り （清水清三郎商店） | 雄町                    | セトイチはるばる （瀬戸酒造店）                   |
| 第4回 2020年 | 日本酒                 | 純米 大吟醸    | 作 智 純米大吟醸滴取り （清水清三郎商店） | 出羽燦々                | 小嶋屋 無題 壱 （小嶋総本店）                     |